# C/1970 U1 Suzuki-Sato-Seki
C/1970 U1 (Suzuki-Sato-Seki) è una cometa non periodica scoperta il 19 ottobre 1970. Gli scopritori ufficiali sono Shigenori Suzuki, Yasuo Sato e Tsutomu Seki, ma ci sono anche due scopritori indipendenti, N. Kobayasi e Akihiko Tago;, tutti loro sono astrofili giapponesi. Unica caratteristica della cometa è di avere una piccola MOID con il pianeta Mercurio.